# Shōmu Tennō
Shōmu Tennō (聖武天皇?) (701 – 4 de junio de 756) fue el 45.º emperador de Japón, según el orden tradicional de sucesión. Reinó entre 724 y 749. Antes de ser ascendido al Trono de Crisantemo, su nombre personal (imina) no es conocido, pero era conocido como Oshi-hiraki Toyosakura-hiko-no-mikoto.

## Genealogía
Fue el hijo de Monmu Tennō y Fujiwara no Miyako, una hija de Fujiwara no Fuhito.

## Biografía

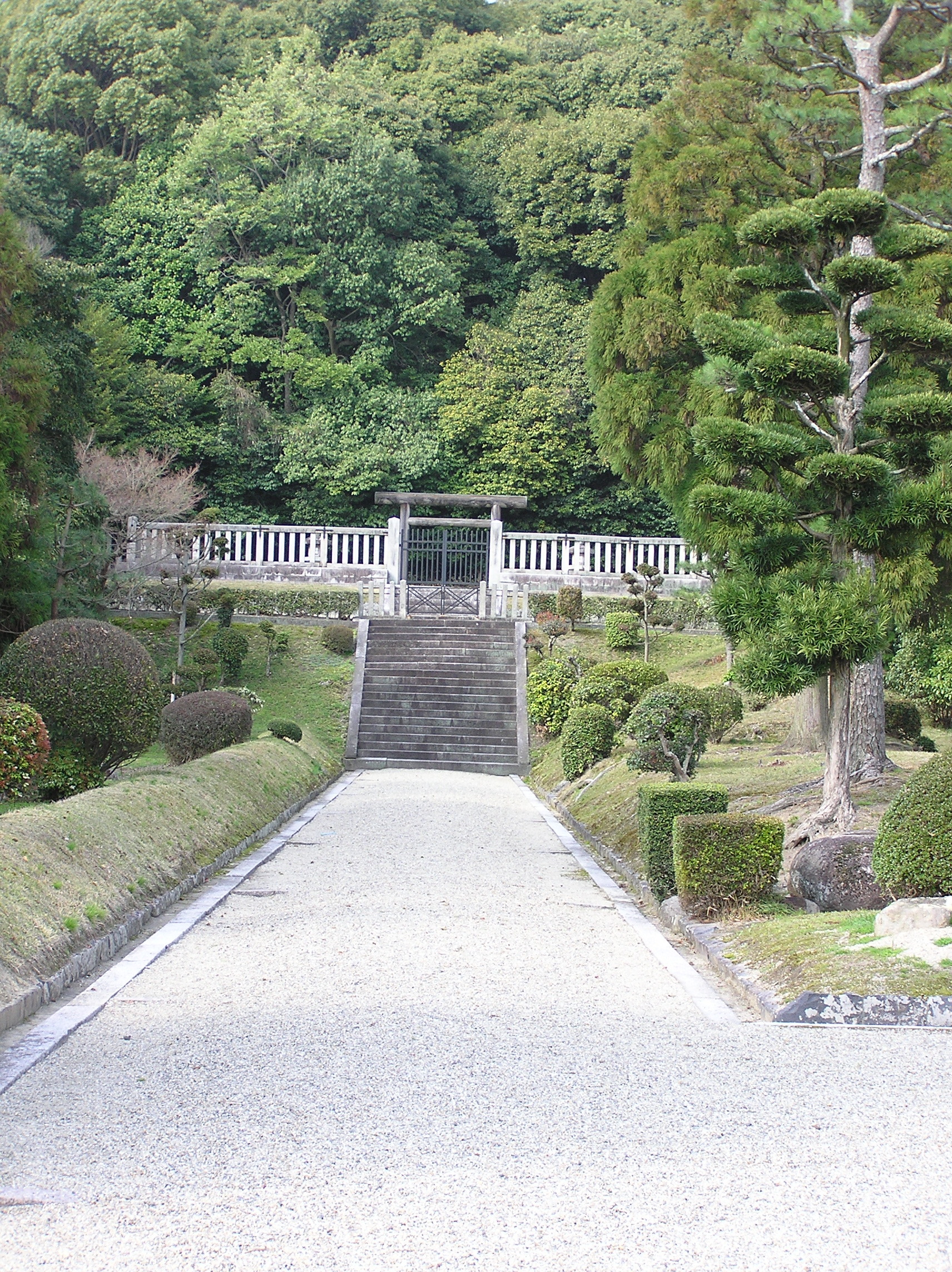
Tumba imperial del Emperador Shōmu.

Nació en el mismo año del fallecimiento de su padre. Dado que era un bebé, la Emperatriz Genmei y la Emperatriz Genshō ocuparon el trono hasta la mayoría de edad del príncipe. En 724 asume el trono a la edad de 23 años, tras la abdicación de su tía la Emperatriz Genshō y toma el nombre de Emperador Shōmu.
Fue el segundo emperador cuya consorte no pertenecía a la casa imperial ya que la Emperatriz Kōmyō pertenecía al clan Fujiwara.
En 740, el emperador ordena el traslado de la capital de Japón a Kuni-kyō
En 741, establece el sistema de templos provinciales (国分寺 kokubunji?) y conventos provinciales (kokubunniji), apoyados por el estado que expandirían la conversión al budismo en todo el país durante la era Nara.
Durante su reinado comisionó en 743 la construcción de una estatua de Buda Vairocana de 16 metros de altura en el templo de Tōdai-ji en Nara. Algunas crónicas posteriores lo acusaron de haber vaciado las reservas de bronce y metales preciosos de todo el país.
En 743 decreta la Ley de Propiedad Perpetua de las Tierras Cultivadas (墾田永代私財法 Konden'eitaishizaihō?).
El Emperador declara tres traslados adicionales de la capital de Japón: a Naniwa-kyō en 744, a Shigaraki-kyō en 745 y luego a Heijō-kyō en el mismo año.
En 749, el emperador abdica a la edad de 48 años en favor de su hija la Emperatriz Kōken. Poco después, el retirado emperador se convierte en monje budista siendo el primero que tomaría dicho hábito. Su esposa la emperatriz Kōmyō sigue el ejemplo y toma los votos como monja budista.
Tras la terminación del Gran Buda en Tōdai-ji en 752, el emperador retirado lo inaugura celebrando la Ceremonia de Apertura de Ojos.
Fallece en 756 a la edad de 55 años.

## Gobierno
Kugyō (公卿) es el término colectivo para los personajes más poderosos y directamente ligados al servicio del emperador del Japón anterior a la restauración Meiji. Eran cortesanos hereditarios cuya experiencia y prestigio les había llevado a lo más alto del escalafón cortesano.
- Daijō Daijin: Príncipe Imperial Toneri[13]
- Daijō Daijin: Príncipe Imperial Suzuka[14]
- Sadaijin: Príncipe Imperial Nagaya[14]
- Sadaijin: Tachibana no Moroe[14]
- Udaijin: Fujiwara no Muchimaro[14]
- Nadaijin: Fujiwara no Toyonari[14]
- Dainagon: Fujiwara no Fusasaki[14]

## Eras
- Jinki (724 – 729)
- Tenpyō (729 – 749)
- Tenpyō-kanpō (749)
- Tenpyō-shōhō (749 – 757)